# Izumizaki
Izumizaki (泉崎村?) è un villaggio giapponese della prefettura di Fukushima.